# Стімільяно
Стімільяно (італ. Stimigliano) — муніципалітет в Італії, у регіоні Лаціо,  провінція Рієті.
Стімільяно розташоване на відстані близько 50 км на північ від Рима, 27 км на південний захід від Рієті.
Населення — 2325 осіб (2014).

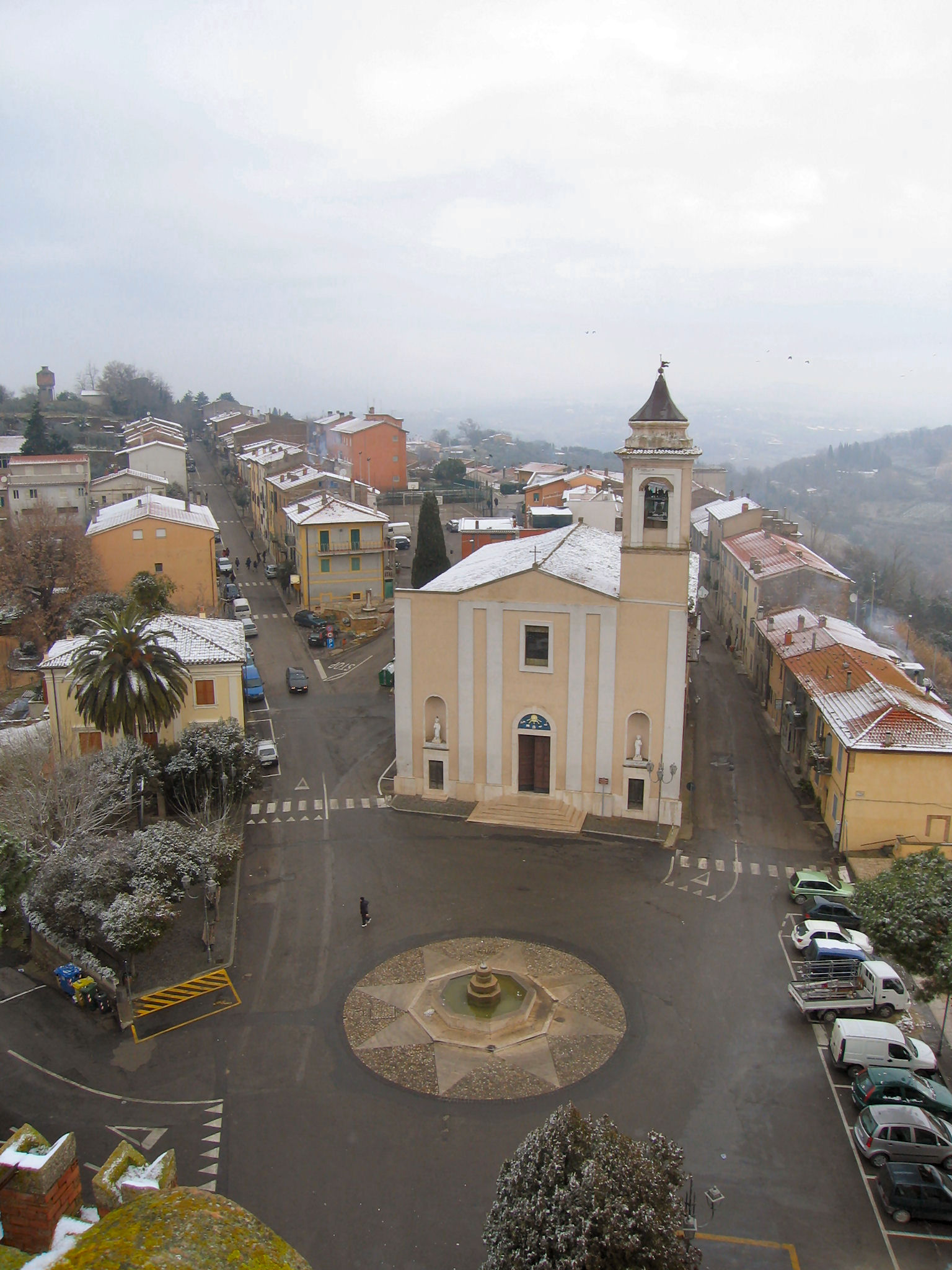

Щорічний фестиваль відбувається 27 вересня. Покровитель — Santi Cosma e Damiano.

## Демографія
Населення за роками:

Станом на 1 січня 2023 року в муніципалітеті офіційно проживало 487 іноземців з 48 країн, серед них 201 громадянин країн Євросоюзу та 11 громадян України.

## Сусідні муніципалітети
- Коллевеккьо
- Форано
- Понцано-Романо
- Сант'Оресте-(рм)
- Тарано